# Mesorregión del Jequitinhonha
La mesorregión del Jequitinhonha o valle del Jequitinhonha es una de las doce  mesorregiones del estado brasileño de Minas Gerais. Es formada por la unión de 51 municipios agrupados en cinco  microrregiones.
El Valle del Jequitinhonha está situado en el norte del estado. Es una región ampliamente conocida debido a sus bajos indicadores sociales y también por tener características del sertón brasilero.
Esta región inicialmente perteneció a Bahia (hasta el final del siglo XVIII), fue incorporada al estado de Minas Gerais, después de descubrir diamantes en el tijuco (región de Diamantina).

## Microrregiones
- Almenara
- Araçuaí
- Capelinha
- Diamantina
- Pedra Azul

- Datos: Q2012829